# Přáslavice
Přáslavice (en allemand : Praslawitz) est une commune du district et de la région d'Olomouc, en République tchèque. Sa population s'élevait à 1 489 habitants en 2023.

## Géographie
Přáslavice se trouve à 2 km au sud-est du centre de Velká Bystřice, à 10 km à l'est d'Olomouc, à 71 km à l'ouest de Brno et à 209 km à l'est-sud-est de Prague.
La commune est limitée par Mrsklesy au nord, par la zone militaire de Libavá et Daskabát à l'est, par Doloplazy et Svésedlice au sud, et par Velká Bystřice à l'ouest et au nord-ouest.

## Histoire
La première mention écrite de la localité date de 1131.

## Administration
La commune se compose de deux sections :
- Kocourovec
- Přáslavice

## Galerie

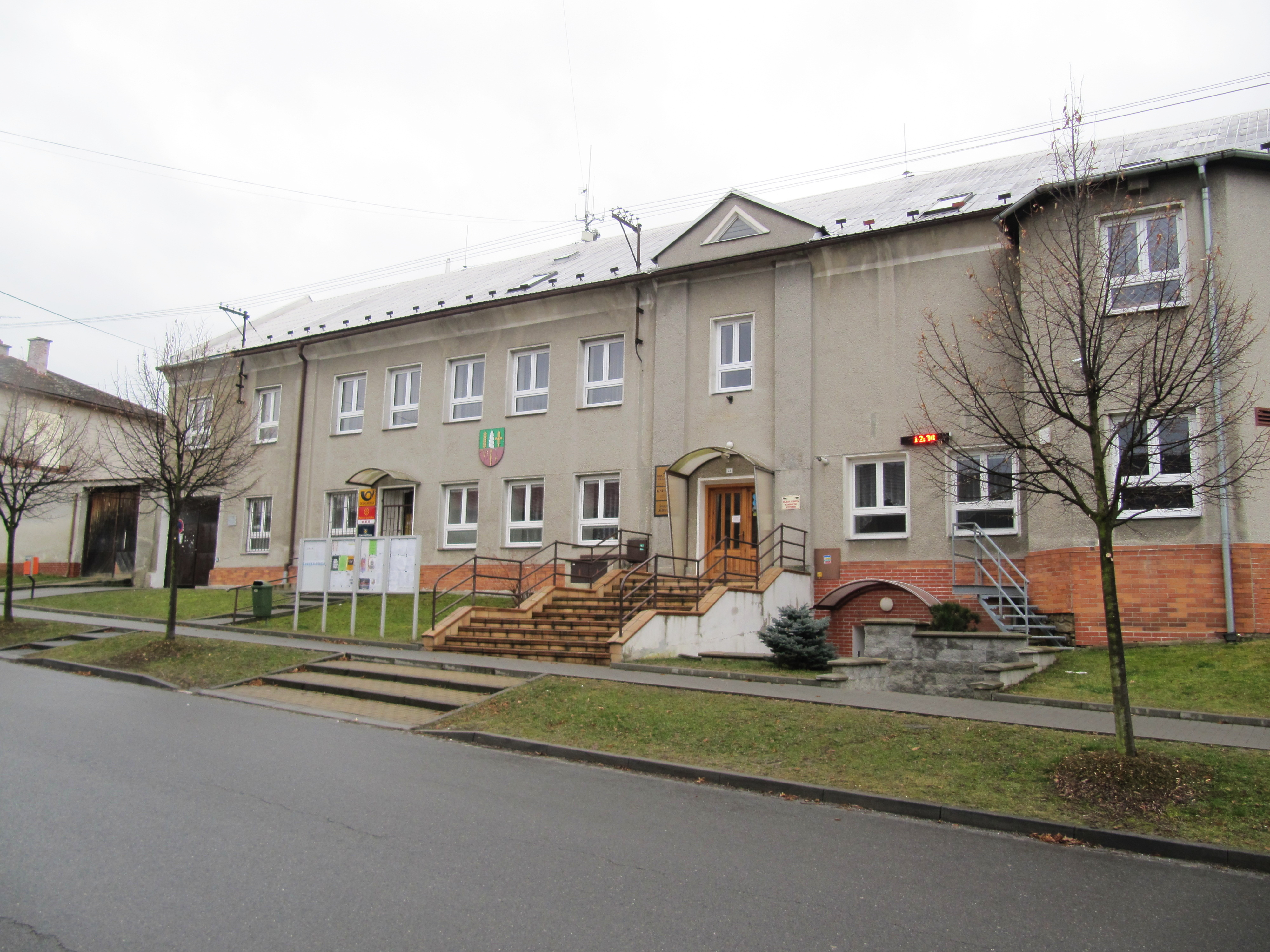
Přáslavice : la mairie.
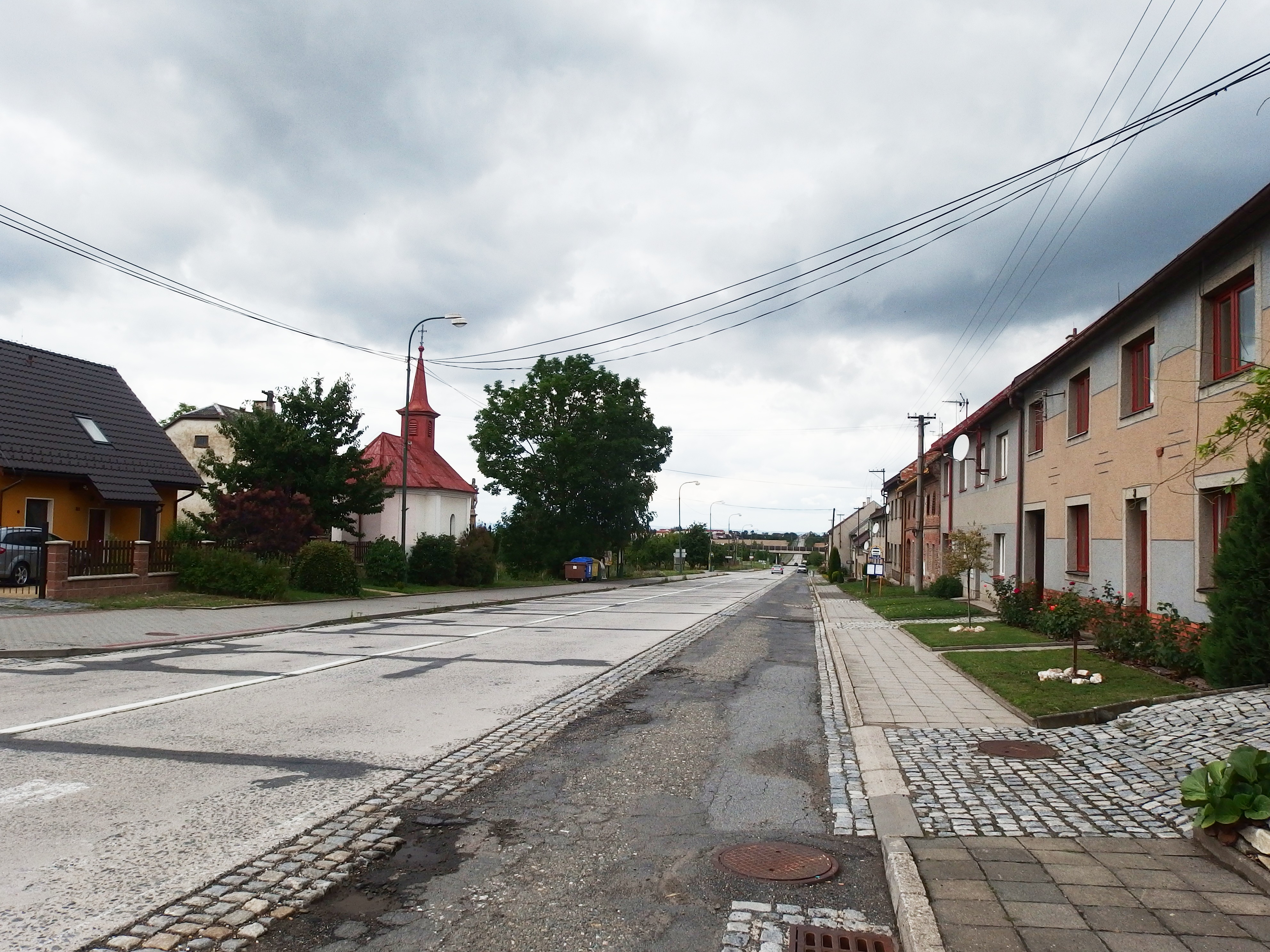
Kocourovec.

## Transports
Par la route, Přáslavice se trouve à 2,5 km de Velká Bystřice, à 11 km d'Olomouc, à 86 km de Brno et à 253 km de Prague.